# La barbería 3
La barbería 3 (La barbería: El siguiente corte) es una  película de 2016 perteneciente al género de comedia estadounidense dirigida por Malcolm D. Lee. Se trata de una secuela directa de la película de 2004 La barbería 2, y la cuarta película en general en la serie de películas de La barbería, después de la original de 2002 película La barbería y el spin-off de 2005 Salón de belleza (película). La barbería 3 fue lanzado el 15 de abril el 2016.

## Reparto
- Ice Cube como Calvin Palmer, Jr.
- Cedric the Entertainer como Eddie.
- Regina Hall como Angie.
- Anthony Anderson como JD.
- Eve como Terri
- Queen Latifah como Gina.
- JB Smoove
- Lamorne Morris[1] como Jerrod
- Sean Patrick Thomas como Jimmy.
- Tyga como Whack MC.
- Deon Cole como Dante.
- Common como Jabari.
- Nicki Minaj como Draya.
- Margot Bingham como Bree.
- Michael Rainey Jr. como Jalen Palmer.
- Troy Garity como Isaac.
- Cuota tía como Madea.[2]
- Tia Mowry como Sonya.
- Keke Palmer como la sobrina de Gina.

## Producción
El 26 de marzo de 2014, Deadline.com informó que MGM estaba en negociaciones con Ice Cube para producir una tercera película de La barbería (franquicia). El 19 de febrero de 2015, Malcolm D. Lee fue escogido para dirigir la tercera película, mientras que Ice Cube y Cedric the Entertainer estaban en conversaciones para unirse al elenco de la película. El 25 de marzo de 2015, New Line Cinema firmó con MGM estrenar la película, mientras que MGM se ocuparía de la producción. El rodaje comenzó en Atlanta, Georgia en 11 de mayo de 2015. El 14 de noviembre de 2015, el director Malcolm D. Lee dijo en una entrevista en el séptimo Premio Anual de Gobernadores ceremonia que el título de la película sería La barbería 3.